# Jurij Onufrijenko
Jurij Ivanovič Onufrijenko (rusky Юрий Иванович Онуфриенко, * 6. února 1961 ve vesnici Rjasnoje, Charkovská oblast, Ukrajinská SSR, SSSR) je od dubna 1989 sovětský/ruský kosmonaut, člen oddílu kosmonautů Střediska přípravy kosmonautů. Roku 1996 vzlétl na palubě kosmické lodi Sojuz TM-23 ke stanici Mir k půlročnímu kosmickému letu. Podruhé se do vesmíru podíval v první polovině roku 2002, tentokrát na Mezinárodní vesmírné stanici (ISS). Celkem strávil ve vesmíru 389 dní, 14 hodin a 47 minut.

## Život

### Letec
Jurij Onufrijenko pochází z vesnice Rjasnoje v Charkovské oblasti, narodil se v dělnické rodině, je ukrajinské národnosti. Roku 1982 absolvoval Jejskou vojenskou vysokou leteckou školu. Poté sloužil v letectvu na Dálném východě, celkem nalétal 800 hodin (245 ve škole, 305 v letectvu, 250 v CPK do října 1992), uskutečnil 54 seskoků.

### Kosmonaut
Roku 1988 proběhl další, už desátý nábor do oddílu kosmonautů Střediska přípravy kosmonautů J. A. Gagarina (CPK). Onufrijenko prošel lékařskými prohlídkami a 25. ledna 1989 byl rozhodnutím Státní meziresortní komise doporučen do oddílu kosmonautů CPK, formálně zařazen v CPK na pozici kandidáta na kosmonauta byl 22. dubna 1989. Absolvoval dvouletou všeobecnou kosmickou přípravu a 1. února 1991 získal kvalifikaci zkušební kosmonaut.
Od dubna 1991 se připravoval na let na Mir. V dubnu 1994 byl jmenován velitelem třetí (rezervní) posádky Základní expedice 18 (EO-18, start v březnu 1995), tedy současně i záložní posádky Základní expedice 19 (EO-19, start v červnu 1995) a hlavní posádky Základní expedice 21 (EO-21). Zprvu se připravoval v dvojici s Alexandrem Poleščukem, od dubna 1995 s Jurijem Usačovem.

#### První let
Do vesmíru odstartoval Onufrijenko, Usačov v lodi Sojuz TM-23 21. února 1996, o dva dny se spojili s Mirem. Převzali stanici od Základní expedice 20 (Jurij Gidzenko, Sergej Avdějev, Thomas Reiter), která se 29. února 1996 vrátila na Zem. K ruské dvojici se 24. března připojila Shannon Lucidová, přivezl ji při své třetí návštěvě raketoplán Atlantis. Expedice 21 strávila na stanici šest měsíců, koncem srpna 1996 předali Mir nástupcům ze Základní expedice 22 a přistáli 2. září po 193 dnech, 19 hodinách a 8 minutách letu.

#### Druhý let
V červenci 1997 byl vybrán velitelem záložní posádky Expedice 1 a hlavní posádky Expedice 3 na Mezinárodní vesmírnou stanici (ISS). Po reorganizace posádek v říjnu téhož roku se stal velitelem záložní posádky Expedice 2 a hlavní posádky Expedice 4.
Podruhé do vesmíru vzlétl 5. prosince 2001 na palubě raketoplánu Endeavour (let STS-108), po spojení s ISS se členové Expedice 4 – Onufrijenko, Carl Walz a Daniel Bursch – na půl roku usadili na stanici. Na Zem je odvezl opět raketoplán Endeavour 19. června 2002, členové Expedice 4 strávili v kosmu 195 dní, 19 hodin a 39 minut.
V březnu 2004 odešel z oddílu kosmonautů, stal se zástupcem náčelníka 1. správy v CPK.